# دبلیودبلیوئی اوولوشن
دبلیودبلیوئی اِوُلوشِن (به انگلیسی: WWE Evolution) یک رویداد غیر رایگان (Pay-Per-View) در کشتی حرفه‌ای زنان می‌باشد که توسط کمپانی دبلیودبلیوئی و برای برندهای راو و اسمَک‌دَون تهیه می‌شود؛ این رویداد در ۲۸ اکتبر ۲۰۱۸ در ورزشگاه نَسو وِترِنز مِموریِل کالِسیوم شهر یونیِندِیل ایالت نو یورک برگزار شد. این اولین رویداد تاریخ دبلیودبلیوئی بود که فقط مسابقات زنان در آن برگزار می‌شد.
تمامی زنان صاحب کمربند قهرمانی باید در این رویداد از کمربند خود دفاع کنند. این رویداد همچنین شامل مسابقه فینال تورنمنت می یانگ کلاسیک ۲۰۱۸ بود. برگزاری این رویداد در راو ۲۳ ژوئیه ۲۰۱۸ اعلام شد.

## تولید
در راو ۲۳ ژوئیه ۲۰۱۸، وینس مک‌ماهون، استفنی مک‌ماهون، و تریپل اچ درون رینگ حاضر شدند تا برگزاری رویداد اوولوشن را که یک رویداد تمام زنانه بود اعلام کنند. مشاهیر دبلیودبلیوئی لیتا، تریش استراتوس و بث فینیکس از جمله کسانی هستند که در این رویداد حضور خواهند یافت.

## زمینه سازی
اوولوشن شامل مسابقاتی بین دشمنی‌های موجود، ماجراهای پیش آمده و استوری‌هایی خواهد بود که پیش از این در برنامه‌های راو، اسمک داون،ان‌اکس‌تی یا ان‌اکس‌تی یوکِی پخش شده بود. کشتی‌گیرها با توجه به مسابقات یا سری اتفاقاتی که برایشان رخ می‌دهد و تنش را به حد اکثر می‌رساند، نقش منفی یا قهرمان به خود می‌گیرند.

## نتایج
| # | نتایج                                                                                  | نوع مسابقه                                                                                           | مدت زمان |
| --- | -------------------------------------------------------------------------------------- | --- | -------- |
| ۱D | ریا ریپلی (c) پیروز مقابل داکوتا کای                                                   | مسابقه برای قهرمانی کمربند زنان اِن‌اِکس‌تی یوکِی                                                         | N/A      |
| ۲ | تریش استراتوس و لیتا پیروز مقابل آلیشا فاکس و میکی جیمز (با همراهی الکسا بلیس)         | مسابقه تگ تیم                                                                                        | 11:05    |
| ۳ | نایا جکس پیروز با بیرون انداختن آخرین نفر اِمبِر مون                                     | مسابقه بتِل رویال تاریخی زنان ۲۰ نفره برای بدست آوردن مسابقه بر سر یکی از کمربندهای زنان دبلیودبلیوئی | 16:10    |
| ۴ | تونی استورم پیروز مقابل یو شیرای                                                       | مسابقه فینال تورنمنت می یانگ کلاسیک ۲۰۱۸                                                             | 10:20    |
| ۵ | ساشا بنکس، بِیلی و ناتالیا پیروز مقابل د رایت اسکواد (روبی رایت، لیو مورگن و سارا لوگن) | مسابقه تگ تیم شش نفره                                                                                | 13:10    |
| ۶ | شِینا بِیزلر پیروز مقابل کائیری سِین (c) با تسلیم                                         | مسابقه تک نفره برای قهرمانی کمربند زنان ان‌اکس‌تی                                                      | 12:10    |
| ۷ | بکی لینچ (c) پیروز مقابل شارلوت فلر                                                    | مسابقه آخرین فرد بازمانده برای قهرمانی کمربند زنان اسمک‌داون                                          | 28:40    |
| ۸ | راندا رَوزی (c) مقابل نیکی بِلا با تسلیم                                                 | مسابقه تک نفره برای قهرمانی کمربند زنان راو                                                          | 14:15    |
| - (c) – نشان‌دهنده قهرمان(هایی) است که به میدان می‌روند - D – نشان‌دهنده این است که مسابقه یک دارک‌مچ بوده است. |                                                                                        | |          |

D یعنی مسابقه از نوع "Dark Match" بوده است.

### ترتیب واردشوندگان و شکست خوردگان در مسابقه بتل رویال زنان
برَند
  – راو
  – اسمَک‌دَون
  – آزاد
  – برنده
| قرعه | کشتی‌گیر      | وضعیت   | ترتیب | حذف‌کننده                                    | تعداد حذف شدگان توسط او |
| ---- | ------------ | ------- | ----- | ------------------------------------------- | ----------------------- |
| 1    | نِیومی        | اسمَک‌دَون | 13    | تَمینا                                       | 0                       |
| 2    | میشل مک‌کول   | آزاد    | 12    | اِمبر مون                                    | 1                       |
| 3    | سونیا دِویل   | راو     | 6     | مندی رُز                                     | 2                       |
| 4    | آلوندرا بلیز | آزاد    | 7     | نایا جکس                                    | 1                       |
| 5    | کارمِلا       | اسمَک‌دَون | 14    | امبر مون                                    | 1                       |
| 6    | زِلینا وگا    | اسمَک‌دَون | 18    | نایا جکس                                    | 0                       |
| 7    | کلی کلی      | آزاد    | 4     | مندی رز و سونیا دویل                        | 1                       |
| 8    | تَمینا        | راو     | 17    | امبر مون                                    | 2                       |
| 9    | امبر مون     | راو     | 19    | نایا جکس                                    | 5                       |
| 10   | لانا         | اسمَک‌دَون | 9     | تمینا                                       | 0                       |
| 11   | ماریا کانلیس | راو     | 8     | نایا جکس                                    | 1                       |
| 12   | مندی رز      | اسمَک‌دَون | 10    | کارملا                                      | 3                       |
| 13   | مالی هالی    | آزاد    | 3     | سونیا دویل                                  | 1                       |
| 14   | دینا بروک    | راو     | 11    | امبر مون                                    | 0                       |
| 15   | نایا جکس     | راو     | —     | برنده                                       | 4                       |
| 16   | آیوُری        | آزاد    | 15    | آسکا                                        | 1                       |
| 17   | آسکا         | اسمَک‌دَون | 16    | امبر مون                                    | 1                       |
| 18   | توری ویلسون  | آزاد    | 5     | مندی رز                                     | 1                       |
| 19   | پیتون رویس   | اسمَک‌دَون | 1     | آلوندرا بلیز، آیوُری، ماریا کانلیس و کلی کلی | 0                       |
| 20   | بیلی کی      | اسمَک‌دَون | 2     | میشل مک‌کول، توری ویلسون و مالی هالی         | 0                       |

(*) - آلیشا فاکس در اصل قرار بود در مسابقه بتل رویال شرکت کند ولی به‌دلیل مصدومیت الکسا بلیس، جایگزین او شد و در کنار میکی جیمز مقابل تریش استراتوس و لیتا قرار گرفت.

## موضوعات مرتبط
- Evolution Official Website